# Danny Basham
Daniel R. Hollie, detto Danny (Seymour, 3 ottobre 1977), è un ex wrestler statunitense.
Meglio noto con lo pseudonimo Danny Basham o con quello di Damaja, nel corso della sua carriera ha lottato nella World Wrestling Entertainment e nella Total Nonstop Action Wrestling. Ha composto per molti anni il tag team dei Basham Brothers assieme a Doug Basham. Ha lottato anche nel circuito indipendente.

## Carriera
Danny Basham debutta in WWE nel 2003 come membro dei Basham Brothers, un tag team formato con Doug Basham, suo fratello nelle storyline. Il loro primo match nella WWE avviene il 29 maggio, sconfiggendo Rikishi e Brian Kendrick. Più avanti si unisce ai Basham Brothers anche Shaniqua. In questo periodo i due adottano una gimmick da sadomasochisti.
Il 23 ottobre i Basham Brothers vincono il WWE Tag Team Championship contro i Los Guerreros in una puntata di SmackDown. I Basham Brothers perdono i loro titoli nel febbraio del 2004 al pay-per-view No Way Out contro Rikishi e Scotty 2 Hotty.
Passano molti mesi nell'anonimato, in cui Shaniqua lascia il gruppo. I Basham Brothers decidono quindi di entrare nel The Cabinet, una stable capitanata dall'allora campione WWE John Bradshaw Layfield il 25 novembre 2004. Essi ricevono sotto questa stable l'appellativo di Co-Segretari alla Difesa. I due riescono a rivincere i titoli di coppia, che poi perdono contro Rey Mysterio ed Eddie Guerrero a No Way Out il 20 febbraio 2005. Il 16 giugno 2005, stanchi di JBL, i due escono dalla stable.
La coppia si scioglie con la Draft Lottery del 30 giugno 2005: Danny passa al roster di Raw mentre Doug rimane a SmackDown.
Il 7 marzo 2007 i Basham Brothers hanno fatto ritorno nella OVW, sconfiggendo Wyatt Young e Mike Tolar in un dark match.
Danny Basham (ora Damaja) debuttò assieme a Doug Basham (o più semplicemente Basham) nella Total Nonstop Action il 13 aprile 2007 durante una puntata di Impact. I due si allearono a Christy Hemme ed a Sacrifice 2007 sconfissero i rivali della Hemme Kip James e Lance Hoyt in un tag team match.
Nell'agosto del 2007 Damaja e Basham vennero licenziati dalla TNA.

## Mossa finale
- Danny Bomb (Sitout chokebomb)

## Titoli e riconoscimenti
Pro Championship Wrestling
- PCW World Heavyweight Championship (1)

Ohio Valley Wrestling
- OVW Heavyweight Championship (4)
- OVW Southern Tag Team Championship (3 - 2 con David C. - 1 con Doug Basham)

World Wrestling Entertainment
- WWE Tag Team Championship (2 - con Doug Basham)